# HMS Southampton (83)
HMS Southampton (C83) là một tàu tuần dương hạng nhẹ của Hải quân Hoàng gia Anh Quốc thuộc lớp Town (1936), từng phục vụ trong Chiến tranh Thế giới thứ hai và đã bị máy bay ném bom Đức đánh chìm ngoài khơi Malta vào ngày 11 tháng 1 năm 1941.

## Thiết kế và chế tạo
Lớp tàu tuần dương Town bao gồm 10 chiếc được Hải quân Anh chế tạo trước Thế Chiến II, được thiết kế nhằm tuân thủ những hạn chế đặt ra bởi Hiệp ước Hải quân London năm 1930, có trọng lượng choán nước 11.930 tấn và tốc độ tối đa 32 knot (59 km/h). Chúng được trang bị dàn pháo chính 152 mm (6 inch); bao gồm ba lớp phụ riêng biệt, trong đó Southampton là chiếc dẫn đầu của lớp phụ đầu tiên. Nó được đặt lườn tại xưởng đóng tàu của hãng John Brown & Company tại Clydebank, Scotland vào ngày 21 tháng 11 năm 1934, được hạ thủy vào ngày 10 tháng 3 năm 1936 và được đưa ra hoạt động vào ngày 6 tháng 3 năm 1937

## Lịch sử hoạt động
Thoạt tiên Southampton phục vụ như là soái hạm của Hải đội Tuần dương 2 trực thuộc Hạm đội Nhà. Sau khi Chiến tranh Thế giới thứ hai nổ ra, vào ngày 5 tháng 9 năm 1939, nó ngăn chặn chiếc tàu buôn Đức Johannes Molkenbuhr ngoài khơi Stadtlandet, Na Uy, nhưng thủy thủ đoàn chiếc tàu buôn đã tự đánh đắm tàu trước khi nó có thể bị chiếm giữ. Những người sống sót được chiếc HMS Jervis cứu vớt, còn Johannes Molkenbuhr bị HMS Jersey kết liễu. 

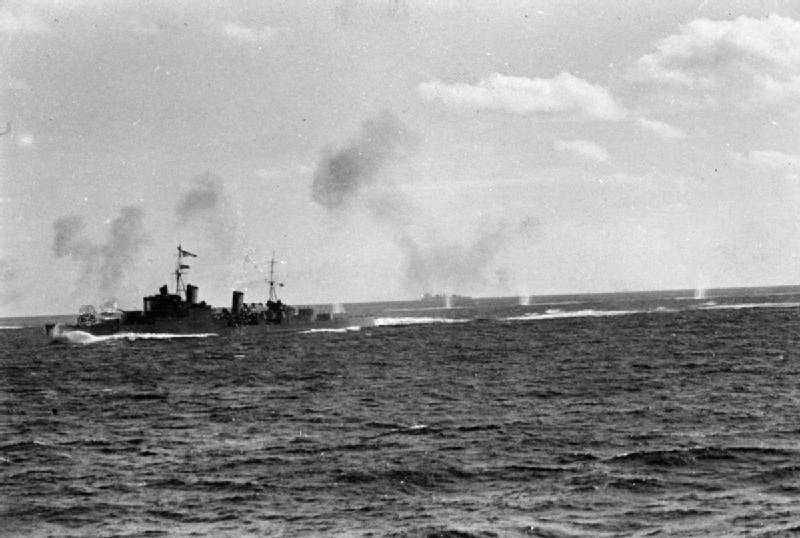
HMS Southampton đang nả pháo ngoài khơi Sardinia. Có thể thấy ánh chớp của các phát đạn pháo, và đạn pháo đối phương rơi phía đuôi tàu. Ảnh chụp từ tàu tuần dương HMS Sheffield

Sau đó Southampton bị hư hại vào ngày 16 tháng 10 năm 1939 trong khi đang thả neo ngoài khơi Rosyth thuộc Scotland, khi nó bị đánh trúng một quả bom 500 kg trong một cuộc không kích. Quả bom được thả từ độ cao chỉ có 150 m bởi một chiếc Junkers Ju 88 thuộc Liên đội I/KG.30, và đã đánh trúng góc của hầm đạn pháo phòng không pom-pom, xuyên qua ba tầng hầm ở một góc nghiêng và thoát ra khỏi lườn tàu trước khi phát nổ dưới nước. Chiếc tàu tuần dương bị hư hại nhẹ cấu trúc thượng tầng và hỏng tạm thời hệ thống điện. Nó được sửa chữa, và đến cuối năm nó là một trong những tàu chiến đã tham gia săn đuổi các thiết giáp hạm Đức Scharnhorst và Gneisenau sau khi chúng đánh chìm chiếc HMS Rawalpindi. Sau đó nó phục vụ cùng với Lực lượng Humber cho đến tháng 2 năm 1940, khi được điều sang Hải đội Tuần dương 18 tại Scapa Flow. Vào ngày 9 tháng 4 năm 1940, trong khi hoạt động ngoài khơi bờ biển Na Uy, Southampton bị hư hại nhẹ bởi mảnh đạn trong một đợt không kích của Đức, khiến bộ điều khiển hỏa lực dàn pháo chính tạm thời không hoạt động. Sau khi được sửa chữa, nó đảm nhiệm vai trò tuần tra chống xâm nhập tại bờ biển phía Nam nước Anh cho đến khi quay trở về Scapa Flow vào tháng 10.

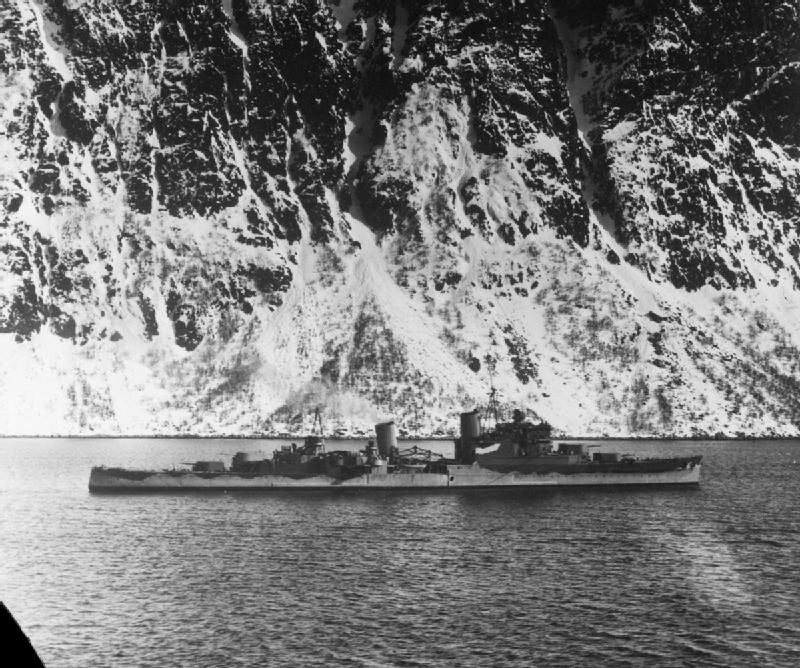
HMS Southampton trong vũng biển Topsundet, Na Uy

Vào ngày 15 tháng 11 Southampton lên đường đi Địa Trung Hải, và đã tham gia Trận chiến mũi Spartivento vào ngày 27 tháng 11. Đến tháng 12 nó di chuyển sang Hồng Hải làm nhiệm vụ hộ tống các đoàn tàu vận tải chuyển quân, đồng thời tham gia vào việc bắn phá Kismayu trong Chiến dịch Đông Phi. Vào ngày 1 tháng 1 năm 1941 nó gia nhập Hải đội Tuần dương 3 và tham gia hộ tống các đoàn tàu vận tải Malta. Trưa ngày 11 tháng 1, ở về phía Đông Nam Malta, Southampton cùng với HMS Gloucester chịu đựng một cuộc không kích bởi 12 máy bay ném bom bổ nhào Đức Junkers Ju 87 (Stuka). Nó bị đánh trúng ít nhất hai quả bom và bốc cháy; đám cháy lan nhanh từ đuôi tàu đến mũi tàu làm nhiều người bị kẹt lại trong các tầng hầm bên dưới. 81 người đã bị thiệt mạng trong trận chiến, những người sống sót được Gloucester và HMS Diamond cứu vớt. Bị hư hại nặng và không còn động lực, Southampton bị đánh chìm bởi một quả ngư lôi của Gloucester và bốn quả của HMS Orion.
Trong một lá thư riêng gửi cho Thứ trưởng Hải quân Anh Sir Dudley Pound một tuần sau khi Southampton bị đánh chìm, Đô đốc Andrew Cunningham, Tổng tư lệnh Hạm đội Địa Trung Hải, đã viết: "Tôi không thích lớp 'Southampton' này. Chúng là những con tàu tốt, nhưng cấu trúc hầm máy bay quá lớn hầu như là một điểm ngắm tốt, chúng luôn luôn bị đánh trúng tại đây."